# Walter Hodge
Walter Wallace Hodge Muñoz (Guaynabo, 21 settembre 1986) è un cestista portoricano con cittadinanza americo-verginiana.

## Carriera
Con le Isole Vergini Americane ha disputato due edizioni dei Campionati americani (2009, 2017).

## Palmarès

### Squadra
- 2 volte campione NCAA (2006, 2007)
- Campionato polacco: 1

Zielona Góra: 2012-13
- Match des Champions: 1

ASVEL: 2016
- Basketball Africa League: 1

Zamalek: 2021
- Campionato del Kuwait: 1

Kuwait: 2022
- Campionato egiziano: 1

Zamalek: 2020-21
- Campionato portoricano: 3

Capitanes de Arecibo: 2016, 2018, 2021
- Campionato libanese: 1

Homenetmen: 2017-18

### Individuale
- Polska Liga Koszykówki MVP: 2

Zielona Góra: 2011-12, 2012-13
- All-ULEB Eurocup Second Team: 1

Zielona Góra: 2012-13
- MVP Match des champions: 1

ASVEL: 2016